# Caccia al tesoro (programma televisivo)
Caccia al tesoro è stato un programma televisivo italiano, andato in onda su Rai 1 per due edizioni, dal 22 giugno 1983 al 17 ottobre 1984 il mercoledì alle ore 21:30.

## Il programma
Il programma era realizzato da uno studio di Parigi, dal quale la conduttrice Lea Pericoli ospitava in ogni puntata una coppia che aveva a disposizione una biblioteca di libri per riuscire a scoprire quale fosse il tesoro da trovare. I due concorrenti ricevevano all'interno di una busta l'enigma dal quale trarre indizi per trovare il tesoro, coadiuvati, oltre che dalla conduttrice stessa, da Brando Quilici (figlio di Folco), esperto che spiegava il contesto di ognuno dei tre tesori trovati. 
I concorrenti avevano a disposizione quarantacinque minuti di tempo e gli oggetti da trovare erano tre per ogni puntata. 
Dall'altra parte si trovava Jocelyn, armato di cuffie, microfono e operatore di ripresa al seguito che, grazie ai vari mezzi di trasporto a disposizione (da un elicottero, a una barca, ad un cavallo e così via), doveva recarsi nei luoghi nei quali in cui si riteneva fossero gli oggetti, in seguito alle indicazioni che riceveva dallo studio. Ogni oggetto ritrovato corrispondeva ad un premio. 
La trasmissione si svolgeva come diretta-differita fatta in tempo reale, perché i concorrenti da studio non potevano vedere Jocelyn e viceversa, ma sentirne solo la voce. Successivamente, in fase di montaggio, venivano abbinate le immagini esterne con quelle da studio, dando la sensazione della simultaneità degli eventi.
Il programma si ricorda anche per i luoghi più variegati ed esotici visitati da Jocelyn.

## Edizioni
Il programma andò in onda per due edizioni.

### Prima edizione
La prima dal 26 giugno al 9 novembre 1983 per diciannove puntate, per la regia di Patrick Grandey Rety da studio, e Renè Denis per le riprese esterne, e vide come autori Jacques Antoine e lo stesso Jocelyn.
La sigla iniziale del programma era un brano strumentale, mentre quella finale era il brano Avventura, di Dario Farina, Jocelyn, Loriana Lana, cantata da Jocelyn.

### Seconda edizione
La seconda edizione andò in onda dal 1º agosto al 17 ottobre 1984, per la regia di Dominique Mezerette, e vide come autori Jacques Antoine e Luciano Vecchi.
Come sigla finale fu usato il brano Runner In The Sky cantato da Jocelyn.